# Győrössy Ferenc
Győrössy Ferenc (Esztergom, 1950. július 14. – 2017. április 7.) altábornagy, az MH Szárazföldi Parancsnokság parancsnoka (2001–2006).

## Pályafutása
1968-ban kezdte meg tanulmányait a szentendrei Kossuth Lajos Katonai Főiskolán, gépesített lövész szakon. 1972-ben avatták tisztté, és egészen 1980-ig különböző alegység-parancsnoki beosztásokat lát el. A lengyelországi Katonai Akadémia elvégzését követően (1980–1984) gépesített lövészezred törzsfőnök (1985-ig), majd 1985 és 1989 között különböző hadosztály és hadtest szintű törzsbeosztásokat lát el. Először a 2. Hadtestparancsnokság hadműveleti osztályának osztályvezetője (1989–1991), majd a 2. sz. Katonai kerület törzsfőnök-helyettese 1991-től 1994-ig. 
A Vezérkari Akadémiát 1995-ben végezte el, s lett a 4. Gépesített Hadtest törzsfőnöke (1995–1997). 1997-től 1999-ig a MH Szárazföldi Vezérkar törzsigazgatója (vezérkari főnök-helyettes), majd első helyettes (2000-ig). A Honvéd Vezérkar hadműveleti főcsoportfőnöke (2000. június 1-jétől), majd a szárazföldi vezérkar főnöke (2000. december 1-jétől). A 2001. évi honvédségi szervezeti változást követően a MH Szárazföldi Vezérkar neve MH Szárazföldi Parancsnokságra változik, melynek 2001. szeptember 1-jétől parancsnoka egészen 2006. október 31-éig.). 2005. október 23-ai hatállyal léptették elő altábornaggyá.
Sólyom László köztársasági elnök a 205/2006. (XII.5.) KE határozatával szolgálati viszonyát megszüntette és nyugállományba helyezte (2006). Parancsnoki székében addigi első helyettese, Benkő Tibor dandártábornok váltotta fel.

## Emlékezetes pillanatok
Pályafutásának emlékezetes pillanata volt 1979-ben a zsanai gázkitörés, ahová őt rendelték ki irányító tisztnek, a délszláv háborúval kapcsolatos biztosítási feladatok ellátása, majd a NATO-csatlakozás előkészítése. Katonai vezetőként meghatározó szerepe volt a Magyar Honvédség szerkezeti átalakításában, és a professzionális hadsereg kialakításában.

## Kitüntetések
- A Magyar Köztársaság Érdemrend kiskeresztje (1997)
- A Magyar Köztársasági Érdemrend tisztikeresztje (2002)
- Hunyadi János-díj (2000)
- I. o. Szolgálati jel
- Haza Szolgálatáért Érdemérem Bronz és Ezüst fokozat
- Szolgálati emlékjel a NATO csatlakozás alkalmából
- Árvízvédelemért Szolgálati jel[2]
- Idősekért-díj (2006)[7]

## Család
2017-ben bekövetkezett haláláig Székesfehérváron élt feleségével (Mária), akitől egy fia (Zsolt) és egy lánya (Judit) született.